# Doris odhneri
Doris odhneri (лат.) — вид морских брюхоногих моллюсков из семейства Dorididae. Видовое название дано в честь шведского зоолога Нильса Однера (1884—1973).

## Описание
Длина тела составляет от 6 до 9 см, максимальная длина — 20 см. Окраска белого цвета без рисунка, однако в регионе Пьюджет-Саунд встречаются особи с желтоватым оттенком. Обращают на себя жабры этого моллюска, состоящие из семи пушистых шлейфов и большие убирающиеся ринофоры, состоящие из 20—24 конических выростов.
Питается губками, в основном Halichondria panicea и представителями родов Myxilla, Mycale, Stylissa, Tedania, Craniella и Syringella.
Редко встречается в приливной зоне, скорее всего, его можно найти в сублиторальной зоне на глубине 25 метров. Doris odhneri является гермафродитом и спаривается с правой стороны тела. Элегантные лентовидные кладки укладываются и прикрепляются к субстрату. В каждой кладке, как правило, от 8 до 12 яиц.

## Распространение
Вид распространён от полуострова Кенай до Сан-Диего в штате Калифорния.